# العلاقات الكويتية الهندية
العلاقات الكويتية الهندية، هي العلاقات الخارجية بين الكويت والهند. تتمتع العلاقات ما بين البلدين بالوديّة، وتحتضن الكويت عدداً كبير من الجالية الهندية في أراضيها، كما تُعتبر الهند من أكبر الشركاء التجاريين للكويت.

## التاريخ
تمتد جذور العلاقات بين الهند وبين الكويت مًنذ القدم في شتى المجالات، وبلغت مداها في أوائل القرن التاسع عشر، كما ازدهرت العلاقات في مطلع القرن العشرين إبان حكم الشيخ مبارك الكبير، واتسعت آفاقها في مجال العلاقات التجارية والاقتصادية خاصة مع النشاط البحري المتزايد للأسطول الكويتي من السفن الشراعية ثم التجارية، إضافة إلى الدور الذي لعبته «شركة الهند الشرقية» في هذا المجال.
بدأت العلاقات الدبلوماسية بين البلدين في يونيو 1962 مع تعيين يعقوب عبدالعزيز الرشيد كأول سفير لدولة الكويت لدى الهند. كانت الهند من بين أوائل الدول التي اعترفت باستقلال الكويت، في حين كانت الكويت واحدة من أوائل الدول التي قدمت الدعم للهند خلال الحرب مع الصين في عام 1962. وخلال عقدي الخمسينيات والستينيات كانت بومباي مركزاً للعديد من الشركات الكويتية.